# Jambagi.(K.D.), Jamkhandi
Jambagi.(K.D.) là một làng thuộc tehsil Jamkhandi, huyện Bagalkot, bang Karnataka, Ấn Độ.